# Робешти (Бузау)
Робешти (рум. Robești) насеље је у Румунији у округу Бузау у општини Парсков. Oпштина се налази на надморској висини од 194 m.

## Становништво
Према подацима из 2002. године у насељу је живело 511 становника, од којих су сви румунске националности.